# Бенікарло
Бенікарло (валенс. Benicarló, ісп. Benicarló) — муніципалітет в Іспанії, у складі автономної спільноти Валенсія, у провінції Кастельйон. Населення — 26 616 осіб (2010).

## Географія
Муніципалітет розташований на відстані близько 350 км на схід від Мадрида, 60 км на північний схід від міста Кастельйон-де-ла-Плана.

## Демографія
Динаміка населення (INE ):

## Галерея зображень

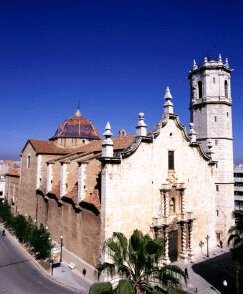
Церква Сан-Бартоломе
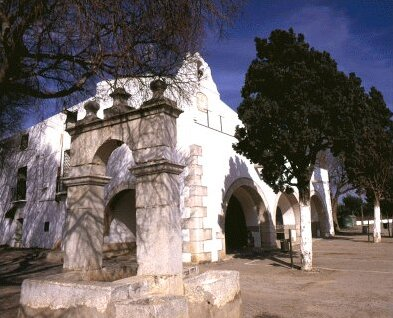
Каплиця Сан-Грегоріо